# San Miguel (Salvador)
San Miguel je jedno z největších měst v Salvadoru. Nachází se na východě země ve stejnojmenném departementu, severovýchodně od stejnojmenné sopky a východně od sopky Chinameca. Založil jej v roce 1530 španělský dobyvatel Luis de Moscoso Alvarado pod názvem San Miguel de la Frontera, status města získalo v roce 1586. V roce 1655 bylo po erupci sopky celé město zničeno. V centru města se nachází katedrála Panny Marie Míru (Nuestra Señora de La Paz), postavená v letech 1862–1962. V listopadu se ve městě koná průvod na počest Panny Marie Míru, patronky města.